# ノルウェー人の一覧
ノルウェー人の一覧は、ノルウェー出身者、ノルウェー国籍を持つ者、ノルウェーにゆかりのある者についての姓名を50音順に列記したものである。

## 一般
- ノルウェー君主一覧
- Category:ノルウェーの君主

## あ行
- 赤毛のエイリーク
- アニー - ノルウェーのポップ歌手
- ニールス・アーベル - 数学者
- ロアール・アムンセン - 探検家
- アイヴィン・アルネス - 作曲家・ピアニスト・オルガニスト・合唱指揮者
- ペーテル・ニコライ・アルボ - 画家
- イングリッド・アレクサンドラ - 王族
- ラッセ・イェルツェン - 映画監督
- ゲイル・イヴァルセイ - オペラ・ソフトウェア共同創設者
- イーサーン - ヘヴィメタル・ミュージシャン
- ヘンリック・イプセン - 劇作家
- ルドヴィク・イルゲンス＝イェンセン - 作曲家
- リヴ・ウルマン - 映画監督
- シグリ・ウンセット - 小説家
- マルティン・ウーデゴール - アーセナルFC所属のサッカー選手
- オルヴェ・エイケモ - ヘヴィメタル・ミュージシャン
- エイリーク2世 (ノルウェー王)
- クラウス・エッゲ - 作曲家
- エーリク7世 (デンマーク王)
- トム・ヘニンク・エブレベ - サッカー審判員
- ベアーテ・エリクセン - 女優・映画監督
- ルネ・エリクセン - ヘヴィメタル・ミュージシャン
- ヤン・エルスター - 政治学者・社会学者
- エイステイン・エルレンズソン - 大司教
- ベリット・オース - 政治家・社会心理学者
- オスカル1世 (スウェーデン王)
- オスカル2世 (スウェーデン王)
- イーヴァル・オーセン - 言語学者
- オーラヴ1世 (ノルウェー王)
- オーラヴ2世 (ノルウェー王)
- オーラヴ5世 (ノルウェー王)
- スパッレ・オルセン - 作曲家・ヴァイオリニスト
- マグヌス・オルセン - 言語学者
- アンネ＝マリーエ・オルベック - 作曲家
- オーラヴ4世
- ラルス・オンサーガー - 物理学者

## か行
- アーリング・カッゲ - 探検家・弁護士
- カール8世 (スウェーデン王)
- カール13世 (スウェーデン王)
- カール14世ヨハン (スウェーデン王)
- カール15世 (スウェーデン王)
- ロイ・カーン - ヘヴィメタル・ヴォーカリスト
- フルダ・ガルボルグ - 劇作家
- テオドール・キッテルセン - 芸術家
- フィン・キドランド - 経済学者
- ヴィドクン・クヴィスリング - 軍人・政治家
- カール・オーヴェ・クナウスゴール - 作家
- クヌーズ2世 (デンマーク王)
- トリグヴェ・グラン - パイロット・探検家・作家
- クリスチャン1世 (デンマーク王)
- クリスチャン2世 (デンマーク王)
- クリスチャン3世 (デンマーク王)
- クリスチャン4世 (デンマーク王)
- クリスチャン5世 (デンマーク王)
- クリスチャン6世 (デンマーク王)
- クリスチャン7世 (デンマーク王)
- クリスチャン8世 (デンマーク王)
- ニルス・クリスティ - 社会学者
- クリストファ3世 (デンマーク王)
- エドヴァルド・グリーグ - 作曲家
- クリスチャン・クローグ - 画家
- エイヴィン・グローヴェン - 作曲家
- ヨースタイン・ゴルデル - 作家
- ヴィクトール・モーリッツ・ゴルトシュミット - 鉱物学者
- ラーシュ・コルヴァール - 首相・政治家

## さ行
- サティアー - ヘヴィメタル・ミュージシャン
- サモス - ヘヴィメタル・ミュージシャン
- トルライフ・シェルデラップ＝エッベ - 動物学者
- ハーコン・シグルザルソン - 侯（en）
- スヴェレ・シグルツソン - 国王
- シセル - 歌手
- アイヴァー・ジェーバー - 物理学者
- オーラヴ・シェラン - 作曲家・指揮者
- ハルフダン・シェルルフ - 作曲家
- ケネス・シーヴァートセン - ミュージシャン
- シャグラット - ミュージシャン
- シレノス - ミュージシャン
- クリスティアン・シンディング - 作曲家
- ホルガー・シンディング＝ラーセン - 建築家
- エリック・スコドヴィン - アーティスト・作曲家
- イェンス・ストルテンベルク - 経済学者・政治家
- マッタ・アヴ・スヴェーリエ - オーラヴ5世 (ノルウェー王)の妃
- ハラルド・スヴェルドラップ - 海洋学者・気象学者
- スヴェン1世 (デンマーク王)
- ヨハン・スヴェンセン - 作曲家・指揮者・ヴァイオリニスト
- ハラルド・ズワルト - 映画監督
- ハラール・セーヴェルー - 作曲家
- ソニア (ノルウェー王妃)
- エリック・ソルヘイム - 政治家

## た行
- オーレ＝ヨハン・ダール - 計算機科学者
- タリム - ヘヴィメタル・ミュージシャン
- ヨーゼフ・テアボーフェン - 政治家
- イェンス・ティース - 美術史家
- イサイ・ドブローウェン - 作曲家・指揮者
- ゲイル・トヴェイト - 作曲家・ピアニスト
- ハンス・ドンス - 軍人

## な行
- ハーラル・ナエヴダル - ミュージシャン
- フリチョフ・ナンセン - 科学者・政治家
- クリステン・ニゴール - 数学者
- ネクロブッチャー - ミュージシャン
- アルネ・ネス - 哲学者
- エリック・ネフラン - サッカー選手
- オッド・ネルドル - 画家
- エドムント・ノイペルト - 作曲家・ピアニスト
- ホーヴァル・ノルトヴェイト - TSG1899ホッフェンハイム所属のサッカー選手
- リカルド・ノルドローク - 作曲家
- アルネ・ノールヘイム - 作曲家
- クリスチャン・ノルベルグ＝シュルツ - 建築学者

## は行
- エイリーク・ハーコナルソン - 侯（en）
- アガーテ・バッケル＝グロンダール - 作曲家・ピアニスト
- オッド・ハッセル - 物理化学者
- コンラード・バーデン - 作曲家・オルガニスト
- ハーラル1世 (ノルウェー王)
- ケリー・ハヴェル - アダルトモデル
- パベル - 芸術家
- クヌート・ハムスン - 作家
- ベント・ハーメル - 映画監督
- ハーラル1世 (ノルウェー王)
- ハーラル3世 (ノルウェー王)
- ハーラル5世 (ノルウェー王)
- エーリック・ヴァーレンショルド - 画家
- クリスティン・ハルヴォルセン - 政治家
- ハンス (デンマーク王)
- クリストフェル・ハンステーン - 天文学者・地球物理学者
- アルマウェル・ハンセン - 医師（ハンセン病の名の由来）
- ヴァルグ・ヴィーケネス - ミュージシャン・作家
- カール・アントン・ビヤークネス - 物理学者・数学者
- ヴィルヘルム・ビヤークネス - 気象学者・海洋学者
- ヤコブ・ビヤークネス - 気象学者
- ビョルンスティエルネ・ビョルンソン - 作家
- クリスチャン・ビルケランド - 物理学者
- スヴェレ・フェーン - 建築家
- ヨハン・ヘルマン・リー・フォグト - 鉱物学者、地質学者
- ヴェンケ・フォス - 女優
- カリン・フォッスム - 詩人・作家
- トル・フースホフト - 自転車選手
- ソーフス・ブッゲ - 文献学者
- ベルゲ・フッレ - 歴史学者・政治家
- キルステン・フラグスタート - オペラ歌手
- ラグナル・フリッシュ - 経済学者
- アルフ・プリョイセン - 小説家
- オーレ・ブル - 作曲家・ヴァイオリニスト・ヴィオリスト
- ビャーネ・ブルースタ - 作曲家・ヴァイオリニスト
- マグネ・フルホルメン - ミュージシャン
- グロ・ハーレム・ブルントラント - 政治家
- クリスティアン・ブルンメンフェルト - トライアスロン選手
- ヴァルデマー・ブレガー - 地質学者
- グン＝リタ・ダーレ・フレショ - 自転車競技選手
- フレゼリク1世 (デンマーク王)
- フレゼリク2世 (デンマーク王)
- フレデリク3世 (デンマーク王)
- フレデリク4世 (デンマーク王)
- フレデリク5世 (デンマーク王)
- フレデリク6世 (デンマーク王)
- フロスト (シェティル＝ヴィダル・ハラルドスタ) - ミュージシャン(ドラマー)
- ヤン・アクセル・ブロンベルク (ヘルハマー) - ミュージシャン(ドラマー)
- トール・ヘイエルダール - 人類学者
- ペッター・ヘグレ - 写真家
- エイリッフ・ペーテシェン - 画家
- ソニア・ヘニー - フィギュアスケート選手・女優
- ホーコン (ノルウェー王太子)
- ホーコン3世 (ノルウェー王)
- ホーコン4世 (ノルウェー王)
- ホーコン5世 (ノルウェー王)
- ホーコン6世
- ホーコン7世
- マリア・ボネヴィー - 女優
- トリグヴェ・ホーヴェルモ - 経済学者
- ヨハン・イェルゲン・ホルスト - 政治家
- アンネ・ホルツマルク - 文学者
- アンネ・ホルト - 推理作家・弁護士

## ま行
- マグヌス1世 (ノルウェー王)
- マグヌス4世 (スウェーデン王)
- マグヌス5世 (ノルウェー王)
- マグヌス6世 (ノルウェー王)
- メッテ＝マリット (ノルウェー王太子妃)
- マルグレーテ1世
- リリアン・ミューラー - モデル・女優
- エドヴァルド・ムンク - 画家
- イェールハルド・ムンテ - 画家
- リンダ・メダレン - サッカー選手・政治家
- モード (ノルウェー王妃)
- ミスターヤバタン - お笑いタレント、動画クリエイター

## や行
- ユーロニモス - ミュージシャン、実業家
- ダーヴィド・モンラード・ヨハンセン - 作曲家
- ヨン・レック・ヨハンセン - プログラマ
- ハルワルド・ヨンセン - 作曲家

## ら行
- ヤコブ・ラウランツォン - 軍人
- クリスチャン・ラーケ - 軍人
- ロルフ・ラヴランド - シンガーソングライター・ギタリスト
- ハンス・ラムバーグ - 地球物理学者
- ソンドレ・ラルケ - 作曲家
- クリスティアン・ランゲ - ノーベル平和賞受賞者
- ソフス・リー - 数学者
- トリグブ・リー - 国連初代事務総長
- ホーコン・ウィウム・リー - Opera開発者
- テリエ・リピダル - ギタリスト・作曲家
- フィン・リュツォー＝ホルム - 軍士官・極地探検家
- リヴ・リンデランド - モデル・女優
- マッタ・ルイーセ (ノルウェー王女)
- アリャクサンドル・ルィバーク - ヴァイオリニスト・作曲家・歌手・俳優
- レックム・市原奈緒美 - 政治家
- ヘルマン・レーヴェンショルド - 作曲家
- ハンス・ロイシュ - 地質学者
- スタイン・ロッカン - 政治学者・社会学者

## わ行
・カールステン・ワーホルム - 陸上競技

## 羅数字
- a-ha - ミュージシャン